# Катарина Шведская (1539—1610)
Катарина Густавсдоттер Ваза (швед. Katarina Gustavsdotter Vasa; 6 июня 1539 — 21 декабря 1610) — шведская принцесса, в браке с Эдцардом II графиня Восточной Фрисландии. Старшая дочь короля Швеции Густава I и его второй жены Маргариты Лейонхувуд.

## Жизнь
Катарина была первой шведской принцессой за двести лет и её рождение расценивалось как хорошая возможность заключить внешнеполитический союз. Ей дали хорошее образование и выделили большое приданое. Было рассмотрено множество кандидатов на руку принцессы из разных стран и проведено много переговоров. Граф Восточной Фрисландии Эдцард был выбран потому, что Восточная Фрисландия контролировала важный портовый город Эмден, который соперничал с Любеком. Он занимал стратегически важное расположение относительно Дании; также на тот момент Эмден поставлял многих кальвинистских мастеров и художников в Швецию. Переговоры заняли так много времени, что король Густав Ваза разочарованно заявил, что это благословение, что его дочь, по крайней мере, не «хромая или слепая». Восточная Фрисландия боялась, что брак приведёт к шведскому контролю, и, чтобы этого не произошло, в 1558 году мать графа, регент Анна Ольденбургская, разделила власть в Восточной Фрисландии между своими тремя сыновьями.
В 1559 году в Швеции наконец состоялась свадьба между Катариной и Эдцардом. Празднование было прервано большим скандалом в Вадстене, где открылось, что сестра Катарины, Сесилия, имела связь с братом Эдцарда. Он отказался жениться на Сесилии, был заключён в тюрьму и, возможно, кастрирован. Из-за этого супруги не смогли уехать в Восточную Фрисландию до 1561 года.
Катарина Ваза была хорошо образованной принцессой эпохи Возрождения; её считали умной и образованной женщиной с независимым характером. Она проявляла большой интерес к литературе и теологии. Будучи преданной протестанткой, она посетила Виттенберг и написала толкование Библии. После смерти своего супруга в 1599 году она написала оду для его похорон. Она оказывала большое влияние как на своего супруга, так и на сына Энно. Она поддерживала переписку со своими братьями-королями в Швеции. Известно, что она выступала против брака своего брата короля Юхана III с Гуниллой Бельке в 1585 году. В 1599—1610 годах она правила Восточной Фрисландией как регент.
Считается, что из всех своих братьев и сестёр, она наиболее походила на отца.

## Дети
У Катарины было десять детей:
- Маргарита (1560—1588)
- Анна (1562—1621), сочеталась первым браком с 12 июля 1583 года за Людвигом VI (1539—1583), курфюрстом Пфальца, вторым браком с 21 декабря 1585 года за Эрнстом Фридрихом (1560—1604), маркграфом Баден-Дурлаха, третьим браком с 7 марта 1617 года с Юлиусом Генрихом (1586—1665), герцогом Саксен-Лауэнбурга
- Энно (1563—1625), граф Восточной Фрисландии под именем Энно III, сочетался первым браком 29 января 1581 года с графиней Вальбургой фон Ритберг (1556—1586), вторым браком 28 января 1598 года с принцессой Анной Гольштейн-Готторпской (1575—1625)
- Иоганн (1566—1625), граф фон Ритберг под именем Иоганна III, сочетался браком 4 марта 1601 года с племянницей, графиней Сабиной Катариной фон Ритберг (1582—1618)
- Кристоф (1569—1636), сочетался браком 13 августа 1613 года с принцессой Ламбертиной де Линь (1593—1651), дочерью Ламораля I, принца де Линь
- Эдцард (1571—1572)
- Елизавета (1572—1573)
- София (1574—1630)
- Карл Отто (1577—1603)
- Мария (1582—1616), сочеталась браком 1 сентября 1614 года с Юлием Эрнстом (1571—1636), герцогом Брауншвейг-Данненберга.